# Leo Augusteyns
Leon Henri Pierre Jean Augusteyns (Antwerpen, 25 mei 1870 - 15 december 1945) was een Belgisch politicus voor de Liberale Partij en vervolgens het Vlaamsche Front.

## Levensloop
Augusteyns was ambtenaar van de stad Antwerpen. Hij was van bescheiden komaf en werd de leidsman van de Vlaamsgezinde liberalen in Antwerpen.
In 1906 werd hij verkozen tot lid van de Kamer van volksvertegenwoordigers voor het arrondissement Antwerpen op de kieslijst van de Liberale Partij. In het parlement hield hij verschillende flamingantische tussenkomsten, waarvoor hij geen steun of zelfs eerder afkeuring kreeg in eigen partij. Ook botste hij tegen de katholieke meerderheid die dergelijke opmerkingen van een liberaal niet wilde aanvaarden. Hij bleef het ambt bekleden tot aan de eerste naoorlogse verkiezing in 1919.
In de Eerste Wereldoorlog werd hij activist. In 1907 was hij lid van de tweede Vlaamsche Hogeschoolcommissie, maar de vernederlandsing van de Gentse Rijksuniversiteit door Moritz von Bissing bracht hem op het activistische pad. In 1916 werd hij voorzitter van de Bond ter bevordering van de Vlaamsche Hoogeschool te Gent en hij was ook ondervoorzitter van de Antwerpse afdeling van het Algemeen-Nederlands Verbond.
In 1917 stichtte hij Voor Vrede en Vrij Vlaanderen, een activistische vereniging, als afscheuring van de Liberale Volkspartij. Zijn activisme wekte fel verzet op in liberale kringen, waardoor hij ontslag moest nemen als secretaris van de liberale filantropische vereniging Noenmaal, die hij zelf had gesticht. Vervolgens werkte hij mee aan de activistische organisatie Volksopbeuring. Hij behoorde tot de gematigde vleugel en gaf de voorkeur aan de staat België, waarin hij de taalgelijkheid mogelijk achtte. Dit bracht er hem ook toe niet aan te sluiten bij de separatistische Raad van Vlaanderen. In september 1917 nam hij ontslag uit de Liberale Volkspartij. In december 1917 werd hij door de activistische top en met goedkeuring van de Duitse bezetter benoemd in de raad van beheer van het Koninklijk Vlaams Muziekconservatium van Antwerpen en in mei 1918 in de raad van beheer van het Hooger Handelsgesticht van Antwerpen.
Na het einde van de Eerste Wereldoorlog besloot Augusteyns niet te vluchten omdat hij vond dat hij binnen de perken van de Belgische wet was gebleven. In 1919 werd hij gearresteerd en op beschuldiging van verklikking tot drie jaar gevangenis veroordeeld. Uit de Liberale Partij gestoten, sloot hij zich aan bij de Frontpartij. Binnen die partij volgde hij een gematigde koers. In 1926 was hij medeoprichter van de uitgeverij De Noorderklok in Kapellen, die een weekblad en nationalistische brochures uitgaf.
Op 30 april 1936 bood hij samen met ondervoorzitter Jan Laureys en secretaris Karel Angermille zijn ontslag bij het Vlaamsche Front  uit onvrede met de gevolgde koers binnen het Vlaamsche Front en de toenadering tussen deze partij en het Vlaamsch Nationaal Verbond (VNV). Ook de toewijzing van het lijsttrekkerschap van Ward Hermans en de tweede plaats voor René Lagrou op de kieslijst voor arrondissement Mechelen vormde hierin mee aanleiding. Augusteyns verklaarde hierover in een interview met De Dag over: Hermans' kandidatuur aan de VNV-lijst' is niet alleen van fascistisch, maar op de koop toe Hitleriaans, karakter. In 1936 stichtte hij met enkele medestanders het Federalistisch Volksfront. Vanaf juli 1937 nam hij met deze partij deel aan het politiek kartel Vlaamsch Blok voor Zelfbestuur en Demokratie samen met de Vlaamsche Kommunistische Partij (VKP, o.a. Georges Van den Boom en Jef Van Extergem), de Radikale Partij (o.a. Raphaël Maudoux) en de Kollektivistische Orde (o.a. Jan Laureys). Vervolgens was hij actief bij het Radikaal Vlaamsch en Antifascistisch Verbond waarin onder meer ook ex-Vlaamsch Fronters Karel Angermille en Firmin Mortier actief werden.

## Publicaties
- Aan de leden van de Liberale Volkspartij en Help u zelve, Antwerpen, 1917
- Borms, Antwerpen, 1927